# Polydesmus dadayanus
Polydesmus dadayanus är en mångfotingart som beskrevs av Ionel Grigore Tabacaru och Negrea 1961. Polydesmus dadayanus ingår i släktet Polydesmus och familjen plattdubbelfotingar. Inga underarter finns listade i Catalogue of Life.